# Diflunisal
Diflunisalul este un antiinflamator nesteroidian din clasa derivaților de acid salicilic, utilizat ca antiinflamator, analgezic și antipiretic. Calea de administrare disponibilă este cea orală.

## Reacții adverse
Ca toate AINS, diflunisalul poate produce iritație gastrică cu risc de apariție a unor ulcerații și a unor hemoragii gastro-intestinale.